# Łypećke
Łypećke (ukr. Липецьке) – wieś na Ukrainie, w obwodzie odeskim, w rejonie podolskim. Miejscowość etnicznie mołdawska.
W 2001 liczyła 3740 mieszkańców, spośród których 155 posługiwało się językiem ukraińskim, 204 rosyjskim, 3369 mołdawskim, 5 bułgarskim, 1 ormiańskim, 1 gagauskim, a 5 innym.

## Urodzeni
- Sergej Ursul